# Siddhartha (tiểu thuyết)
Siddhartha hay Tất Đạt (được biên dịch sang tiếng Việt với tựa đề Câu chuyện dòng sông) là một cuốn tiểu thuyết mang tính cách ngôn của Hermann Hesse kể về hành trình tâm linh của một người Ấn Độ tên là Siddhartha trong thời đại của Tất-đạt-đa Cồ-đàm.
Cuốn sách, tiểu thuyết thứ chín của Hesse, được viết bằng tiếng Đức, trong một ngôn ngữ đơn giản nhưng có vần điệu. Sách được xuất bản lần đầu tiên vào năm 1922, sau khi Hesse trải qua một thời gian ở Ấn Độ trong thập niên 1910. Sách được xuất bản ở Mỹ năm 1951 và trở nên có ảnh hưởng lớn vào thập niên 1960.
"Siddhartha" nghĩa là "người đã đạt được những mục đích của mình" hoặc "anh ta là người chiến thắng." Tên của Phật, trước khi xuất gia, là Hoàng tử Siddhartha Gautama (Tất Đạt Đa Cồ Đàm). Nhân vật chính Siddhartha trong cuốn sách không phải là Phật, mà Phật Thích Ca trong cuốn sách này được Hesse gọi là "Gotama" (Cồ Đàm).
Cuốn sách kể lại chuyện xảy ra ở Ấn Độ vào thời cổ đại vào khoảng thời gian của Phật (thế kỷ thứ 6 TCN). Truyện bắt đầu khi Siddhartha, con của một Brahmin, bỏ nhà ra đi để tham gia những nhà tu khổ hạnh cùng với người bạn thân là Govinda. Cả hai đều ra đi để tìm sự khai sáng. Siddhartha đã đi qua một chuỗi các thay đổi và tự nhận thức khi anh cố gắng đạt được mục đích này.

## Tóm tắt
Khi Siddhartha (Tất Đạt, theo bản dịch của Phùng Khánh, Phùng Thăng), con trai của một Brahmin, trở nên mất lòng tin vào những lời cầu nguyện và cách sống cứng nhắc của lối sống Ấn Độ giáo, anh bỏ nhà ra đi cùng với Govinda (Thiện Hữu, theo bản dịch của Phùng Khánh, Phùng Thăng) người bạn rất ngưỡng mộ anh ta. Họ tham dự vào nhóm của các samana (Sa môn), là những nhà sư đi lang thang sống trong rừng và cố gắng chinh phục bản thân bằng tự kỷ luật đầu óc và các cách sống khổ hạnh. Sau ba năm sống kham khổ như vậy, hai người bạn trẻ nghe nói về Phật (Cồ Đàm) và từ bỏ lối sống khổ hạnh để đến nghe lời giảng của ông. Govinda tham gia vào tăng đoàn của các nhà sư Phật giáo, nhưng Siddhartha tự tin rằng chỉ có kinh nghiệm bản thân chứ không có lời dạy bên ngoài nào có thể dẫn tới kiến thức thật sự và sự khai sáng. Vào thời điểm này, Siddhartha quyết định "tự đi tìm chính mình" và nhập vào lại thế giới trần tục.
Không lâu sau Siddhartha đến nhà của một kỹ nữ giàu có và xinh đẹp, Kamala (Kiều Lan), người cũng tỏ vẻ quý mến chàng trai trẻ. Cô ta nói rằng để dạy cho chàng nghệ thuật tình yêu, chàng phải đi tìm một công việc làm và quay trở về với các món tặng phẩm. Siddhartha trở thành trợ lý cho một lái buôn, Kamaswami (Vạn Mỹ), và trở thành một thương gia thành công. Ban đầu anh không vướng bận và có vẻ chế nhạo về cách những "người như trẻ con" hay quan trọng hóa mọi vấn đề hàng ngày, nhưng dần dần thì chính anh cũng đắm chìm trong cuộc sống cờ bạc và những mối tham lam. Cuối cùng, phiền não và mệt mỏi với cuộc đời trống rỗng với những trò chơi không đâu vào đâu, anh ta quyết định rời xa thành phố đó mãi mãi.
Bối rối và tuyệt vọng, Siddhartha đến bên một dòng sông và toan nhảy xuống trầm mình tự vẫn. Bỗng nhiên anh nghe dòng sông thì thầm âm thanh "Om," chính là biểu tượng Dharma về sự thống nhất của mọi thứ trong vũ trụ này. Những người thật sự hiểu được ý nghĩa của âm thanh này là những người đã khai sáng. Tất cả những ý nghĩ muốn tự tử đều biến mất.
Sau một giấc ngủ dài hồi phục lại cả về thể xác lẫn tâm linh, Siddhartha gặp lại lần thứ hai người lái đò đã khai sáng, Vasudeva (Vệ Sử), và quyết định ở lại với ông ta. Cả hai làm việc cùng nhau như là những người đưa đò và sống trong bình yên và an phận. Cùng nhau, họ lắng nghe rất nhiều âm thanh của dòng sông, hòa lẫn nhau trong một âm thanh linh thiêng: "Om."
Trong khi đó, Kamala đã hạ sinh con trai của Siddhartha mà ông ta không hề hay biết. Khi bà cùng con trai trong một cuộc hành hương đến viếng Phật đang hấp hối, Kamala bị rắn độc cắn gần bờ sông. Vasudeva tìm thấy bà và đem bà về ngôi nhà nhỏ mà ông đang sống chung với Siddhartha. Trước khi qua đời, bà nói với Siddhartha cậu bé là con trai của ông. Siddhartha chăm sóc cậu bé đã được nuông chiều quá mức và cố gắng dạy cho cậu thưởng thức cuộc sống giản dị. Ông đã không thành công, cậu bé bỏ đi, quay trở lại thành phố. Siddhartha, lo lắng, bỏ đi tìm cậu ta. Vasudeva cảnh giác rằng là người cha Siddhartha phải để mặc cho cậu ta, phải để con trai phải trải qua những đau khổ riêng của cậu—cũng như ngày xưa cha của Siddhartha đã để cho ông bỏ nhà ra đi. Điều này minh họa một trong những chủ đề quan trọng của cuốn sách: kiến thức có thể được dạy, nhưng sự thông thái đến từ kinh nghiệm. Siddharta cũng đã từng nói: "Tự mình chứng nghiệm mọi sự là một điều hay, chàng nghĩ. Khi còn là một đứa trẻ, tôi đã học rằng những lạc thú và của cải thế tục không hay ho gì. Tôi đã biết điều này từ rất lâu, nhưng tôi chỉ mới chứng nghiệm nó vừa rồi. Bây giờ tôi biết những điều ấy không phải chỉ bằng tri thức, mà bằng mắt tôi, bằng tim tôi và bằng bao tử tôi".
Bây giờ Siddhartha đã thật sự được khai sáng. Nhận ra điều này, Vasudeva đi vào rừng và qua đời trong bình an. Người bạn đồng hành thời trai trẻ của Siddhartha, Govinda, đi ngang qua dòng sông, vẫn còn là một nhà sư Phật giáo và vẫn còn đang đi tìm sự khai sáng. Khi ông hỏi những lời dạy nào đã đem lại Siddhartha sự bình an, Siddhartha trả lời rằng đi tìm quá ráng sức có thể cản trở việc tìm ra chân lý, rằng thời gian chỉ là ảo giác, và tất cả mọi thứ đều là một, và tình thương tất cả mọi thứ trên thế gian này là điều quan trọng nhất trên thế giới.
Sau đó Siddhartha yêu cầu người bạn vẫn còn đang hoài nghi hôn lên trán của ông. Sau khi làm theo lời bạn, Govinda không còn thấy bạn mình là Siddhartha nữa, mà ông thấy một biển cả bao la của người, muông thú, cây cỏ, và những vật thể khác của thế giới. Do đó, Govinda khám phá ra vũ trụ này là một thể thống nhất, cũng như Gotama, Vasudeva, và Siddhartha đã khám phá ra điều đó trước ông. Govinda nhận ra sự thật toàn vẹn và sự thông thái của Siddhartha, trong lòng tràn ngập vui sướng, cúi xuống lạy Siddhartha.

## Nhận xét
- Volker Zotz:

Trong nhân vật chính của Hesse là Tất Đạt hội ngộ Đức Phật, là một chủ nghĩa cá nhân của châu Âu hiện đại và nghi ngờ những giáo điều và mọi tổ chức.
- Nguyễn Tường Bách:

Hermann Hesse cho ta thấy muốn thấu hiểu bản chất của đời sống, con người cần phải trải nghiệm tận cùng mọi ngõ ngách của nó. Sự sống đang diễn ra trong mọi hình thái trong vũ trụ cũng chỉ vì nó cần trải nghiệm hết chính bản thân mình. "Sự sống" đó là "dòng sông" của Siddhartha mà chàng đã biết lắng nghe. Cuối cùng Siddhartha đã ngộ ra rằng "sự thật nào cũng có đối nghịch của nó và điều đối nghịch này cũng thật không kém". Khi đã trải nghiệm và biết lắng nghe mọi hình thái của sự sống, chàng đã tự siêu việt chính mình, vượt lên thiện - ác, tốt - xấu. Đó là tư tưởng Bát nhã, nói theo cách của Hermann Hesse.
- Phùng Khánh, Phùng Thăng:

Đọc "Câu chuyện dòng sông", chúng ta sẽ thấy rằng cuộc đời đáng sống và chứa đựng muôn ngàn hương sắc tuyệt vời, mà chúng ta thường bỏ quên và đánh mất giữa đời sống thường nhật. "Câu chuyện dòng sông" là câu chuyện của mỗi người trong chúng ta; đó cũng là hình ảnh muôn thuở của trần gian và của mộng đời bất tuyệt....
Câu Chuyện Dòng Sông trước hết là một tác phẩm văn học nghệ thuật, cho nên bất cứ một phân tích nào về phương diện tư tưởng đều mang ít nhiều tính chủ quan do người đọc tự gán cho nó. Bởi thế những ai phê phán sách này phỉ báng đạo Phật hay đề cao đạo Phật, đều không đúng chỗ.

## Bản dịch tiếng Việt
Đã có ít nhất hai bản dịch tiếng Việt của tác phẩm này:
- Câu chuyện dòng sông, bản dịch nổi tiếng của Phùng Khánh và Phùng Thăng dịch từ bản tiếng Anh, do Nhà xuất bản Lá Bối tại Sài Gòn phát hành lần đầu tiên năm 1965 (với tên đầu tiên là "Câu chuyện của dòng sông") và tái bản năm 1966; Nhà xuất bản An Tiêm tái bản năm 1967 (từ đây đổi thành tên "Câu chuyện dòng sông") và 1970[4]).[5] Nhà xuất bản Hội Nhà Văn tái bản năm 1988-1996-1998-2001 (đôi khi ghi nhầm là bản dịch của Bùi Giáng) [6]. Nhà xuất bản Văn hóa Sài Gòn tái bản năm 2009 (Hình bìa).
- Siddhartha, bản dịch của Lê Chu Cầu, dịch từ bản tiếng Đức, Nhà xuất bản Nhã Nam ấn hành năm 2009.[2]